# 布埃尼大区
布埃尼大区是馬達加斯加的23個大區之一，位於該國北部，北臨莫桑比克海峽，東毗蘇菲亞大區，南接貝齊布卡大區，西鄰梅拉基大區，首府是馬哈贊加，下分6縣，面積31,046平方公里，2004年人口約543,200。
1. ↑   (PDF). Institut National de la Statistique Madagascar.   [May 23, 2020]. （原始内容 (PDF)存档于November 18, 2020）.
2. ↑  . hdi.globaldatalab.org.   [2018-09-13]. （原始内容存档于2018-09-23） （英语）.